# شونسكي تاكيوتشي
شونسكي تاكيوتشي (武内駿輔 تاكيوتشي شونسكي) هو مؤدي أصوات ياباني ولد في 12 سبتمبر 1997 في طوكيو.

## أدواره في الأنمي

### مسلسلات أنمي تلفزيونية
- آيدولماستر سندريلا جيرلز - المنتج
- أص الديناري - ماساشي يوكي
- نانباكا - ياماتو غوداي
- هايكيو!! الموسم الثاني - كينتارو كيوتاني
- أبطال الزهور الستة - لورن
- موب سايكو 100 - هيروشي كوماكاوا
- غريمغار عالم الرماد و الأوهام - ميتشيكي
- سيرفامب - غيلدنستيرن
- بونغو ستراي دوغز - لافكرافت
- دايز - شيزوكا أوؤرا
- فيت/أبوكريفا - آرتشر الأسود
- أول آوت!! - كوكوتو كيريشيما
- روبوماسترز - مو
- بوبتيبيبيك - بيبيمي (غناء ذكر; الصوت الأول)
- كاليغولا - شوغو ساتاكي
- بليند إس - إيتو
- بطولات أرسلان - برادالاتا
- سومو هينومارو - يوما غوجو
- هاكيو هوشين إنغي - سيكيسيشي
- سيريوس ذا ييغر - فالون

### أنمي الإنترنت
- نينجا سلاير فروم أنيميشن - ديدمون
- سينت سيا: سينتيا شو - توكي

### أفلام أنمي
- سلسلة أفلام ديجيمون أدفنتشر تراي
  - ديجيمون أدفنتشر تراي الفصل الثالث: الاعتراف - هاكمون
  - ديجيمون أدفنتشر تراي الفصل الرابع: الفقدان - هاكمون
  - ديجيمون أدفنتشر تراي الفصل الخامس: التعايش - هاكمون
  - ديجيمون أدفنتشر تراي الفصل السادس: مستقبلنا - هاكمون
- سباي إكس فاميلي كود: وايت (2023)

## أدواره في ألعاب الفيديو
- دانغانرونبا V3: كيلينغ هارموني - غونتا غوكوهارا

## أدواره في الدبلجة اليابانية
- حراس المجرة - بيتر كويل/ستار لورد
- غلي - ميسون مكارثي

## وصلات خارجية
- شونسكي تاكيوتشي على موقع IMDb (الإنجليزية)
- شونسكي تاكيوتشي على موقع ميوزك برينز (الإنجليزية)
- شونسكي تاكيوتشي على موقع قاعدة بيانات الفيلم (الإنجليزية)
- صفحة IMDb